# Lysimachia fistulosa
Lysimachia fistulosa är en viveväxtart som beskrevs av Hand.-mazz. Lysimachia fistulosa ingår i släktet lysingar, och familjen viveväxter. Utöver nominatformen finns också underarten L. f. wulingensis.